# إليزابيث فيجاس
إليزابيث فيجاس مواليد 1985 في لواندا، هي لاعبة كرة يد أنغولية تلعب كمحور. مثلت منتخب أنغولا لكرة اليد للسيدات. شاركت في دورة الألعاب الأولمبية الصيفية سنة 2008.

## سجل المنافسة
شاركت في البطولات التالية:
- الألعاب الأولمبية الصيفية 2008
- بطولة العالم لكرة اليد للسيدات 2015

## روابط خارجية
- إليزابيث فيجاس على موقع اللجنة الأولمبية الدولية (الإنجليزية)
- إليزابيث فيجاس على موقع أوليمبيديا (الإنجليزية)